# Dolopichthys allector
Dolopichthys allector är en fiskart som beskrevs av Garman, 1899. Dolopichthys allector ingår i släktet Dolopichthys och familjen Oneirodidae. Inga underarter finns listade i Catalogue of Life.